# Еникьой (вилает Лозенград)
Еникьой (на турски: Yeniköy) е село в Източна Тракия, Турция, вилает Лозенград.

## География
Селото се намира на 19 км северно от Бабаески.

## История
В XIX век Еникьой е гръцко село в Бабаескийската кааза на Одринския вилает на Османската империя. Според „Етнография на вилаетите Адрианопол, Монастир и Салоника“, издадена в Константинопол в 1878 година и отразяваща статистиката на населението от 1873, Йеникьой (Yenikeui) е село с 110 домакинства и 520 жители гърци.
Според статистиката на професор Любомир Милетич в 1913 година в Еникьой живеят 180 гръцки семейства.